# Hamza Mhadhbi
Hamza Mhadhbi, né le 24 octobre 1993, est un handballeur tunisien.

## Carrière
- depuis 2010 : Club africain (Tunisie)

## Palmarès
- Vainqueur du championnat de Tunisie : 2015, 2022
- Vainqueur de la coupe de Tunisie : 2011, 2015
- Médaille de bronze à la Ligue des champions d'Afrique 2013 (Maroc)
- Médaille d'or à la Ligue des champions d'Afrique 2014 (Tunisie)
- Médaille d'or à la Supercoupe d'Afrique 2015 (Gabon)